# Liste der Grade-I-Bauwerke in Isle of Wight
| Lage der Isle of Wight in England |

Diese Liste der Grade-I-Bauwerke in Isle of Wight enthält die Grade-I-Listed Buildings auf der Insel Isle of Wight.
Von den rund 373.000 Listed Buildings in England sind etwa 9000, also rund 2,4 %, als Grade I eingestuft. Davon befinden sich etwa 29 auf der Isle of Wight.

## Liste
1. Appuldurcombe, Godshill, PO38
2. Bembridge Windmill, Bembridge, PO35
3. Carisbrooke Castle, Newport, PO30
4. Church of All Saints, Godshill, PO38
5. Church of All Saints, Newchurch, PO36
6. Church of St John the Baptist, Sandown, PO36
7. Church of St John the Baptist, Northwood, PO31
8. Church of St Mary, Brading, PO36
9. Church of St Mary, Brighstone, PO30
10. Church of St Michael the Archangel, Shalfleet, PO30
11. Church of St Mildred, Whippingham, PO32
12. Church of St Olave, Chillerton and Gatcombe, PO30
13. Church of St Peter, Shorwell, PO30
14. Church of St Peter and St Paul, Brighstone, PO30
15. Church of St Thomas, Newport, PO30
16. Farringford Hotel, Freshwater, PO40
17. Golden Hill Fort, Freshwater, PO40
18. Norris Castle, East Cowes, PO32
19. Norris Castle Farm, the bailiff’s house, cottage and walled kitchen garden, East Cowes, PO32
20. Osborne House, East Cowes, PO32
21. Parish Church of St Mary, Newport, PO30
22. Quarr Abbey, Fishbourne, PO33
23. Roman Villa, Newport, PO30
24. Roman Villa in the Grounds of St Mary’s Vicarage, Newport, PO30
25. St George’s Church, Arreton, PO30
26. The Roman Villa, Brading, PO36
27. Wolverton Manor, Shorwell, PO30
28. Yarmouth Castle, Yarmouth, PO41
29. Yaverland Manor, Sandown, PO36